# 沪宁动车组列车
沪宁动车组列车通常是指曾经大量开行于京沪铁路上南京站和上海站之间的动车组列车（D字头），目前除节假日临时开行外已经全部停运。该列车经由京沪铁路沪宁段运行，但在习惯上仍旧以沪宁动车称之。它与沪杭动车组列车一起是中国铁路上最早开始运行的和谐号动车组列车。

## 历史
沪宁动车组列车于2007年1月28日开行，首发列车分别是南京—上海的T707次和T717次，当时并未采用D字头的车次，而是代表特快列车的T字头。当时由于铁路条件原因，仍以160公里的时速运行。4月18日，中国铁路第六次大提速后，以200公里的时速开行。列车在同年7月1日、9月10日、12月1日的多次调图中增加了苏锡常等停靠站以吸引中间客流。在实际运行中，沪宁动车组列车共有直达、交错停和大站停三种运行方案。
2009年4月1日，实施新的列车运行图后，D401至D450次改为D5401至D5450次。
2010年7月1日沪宁城际铁路开通后，上海铁路局管内D5401次至D5450次共25对动车组列车全部停运，由沪宁城际动车组列车取代，此后偶尔在节假日期间使用卧铺动车组套跑实现加开。D5401/D5402次在其他列车停运后曾被调整为南京站—上海虹桥站，但也于2012年3月20日停运。至此，京沪线沪宁段的动车组列车只剩下夜间开行的卧铺动车组列车，其余动车组全部转由沪宁城际铁路或京沪高速铁路运行。
不过，在节假日期间，上海铁路局会动用闲置车底开行经由京沪铁路前往苏州、无锡、常州、徐州的临时动车组列车。
- 2007年，一列由重联CRH2A担当的沪宁城际列车停靠在常州站
- 一列沪宁动车组于南京附近
- 一列列车在南京站待发

## 车体
沪宁动车组列车主要有两种车体：青岛四方庞巴迪铁路运输设备有限公司生产的和谐号CRH1型电力动车组（原型为瑞典AB公司的Regina C2008）和南车青岛四方机车车辆股份有限公司与“日本企业联合体”共同生产的和谐号CRH2型电力动车组（原型为日本新干线E2-1000）。
由于CRH2型列车空调从车体下部进气，而当时京沪线上仍有大量采用直排式厕所的列车，这是车上有时会出现臭味的主要原因。后来此问题基本得到了解决，直到沪宁城际铁路开通，才彻底避免了这个问题。

## 车次

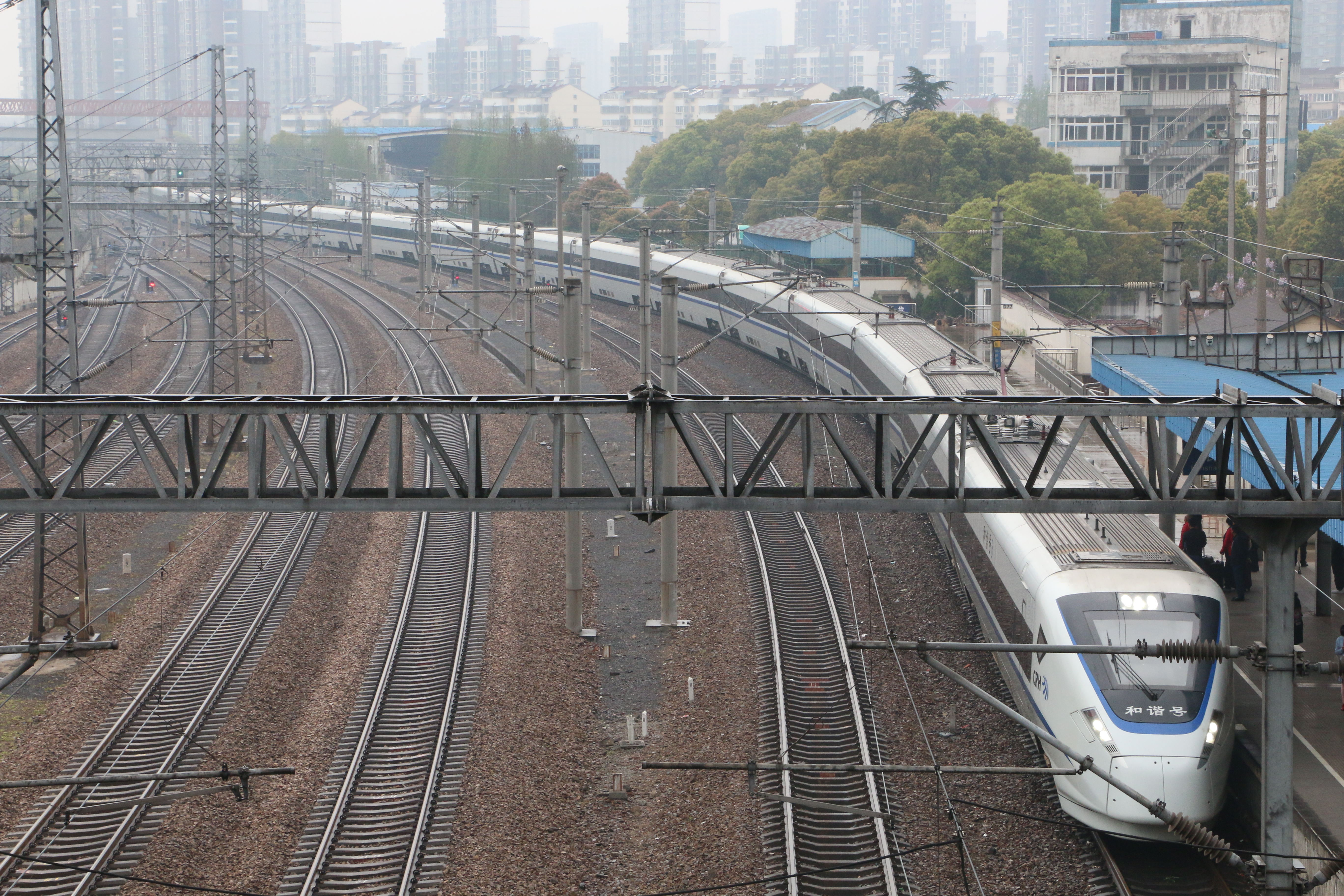
2016年清明节期间加开的—临时动车组列车进入昆山站停靠

沪宁动车组列车正常运行时，每天共有25对车次，其中上海铁路局管内D5401-D5450次（奇数南京到上海、偶数上海到南京），共计50个车次；另有南京-温州1对、南京-杭州1对、上海-徐州1对、上海-北京南3对、上海-青岛1对、上海-沈阳1对、上海-郑州3对11个跨线车次。南京和上海的首班列车分别于6:04和6:06发出，最后一班分别于22:35和22:45抵达南京和上海。全程2小时05分至2小时41分不等。
沪宁动车组被沪宁城际动车组列车取代后，仅以临时增开动车组车次号段出现，车次为D94XX或D95XX。

## 影响

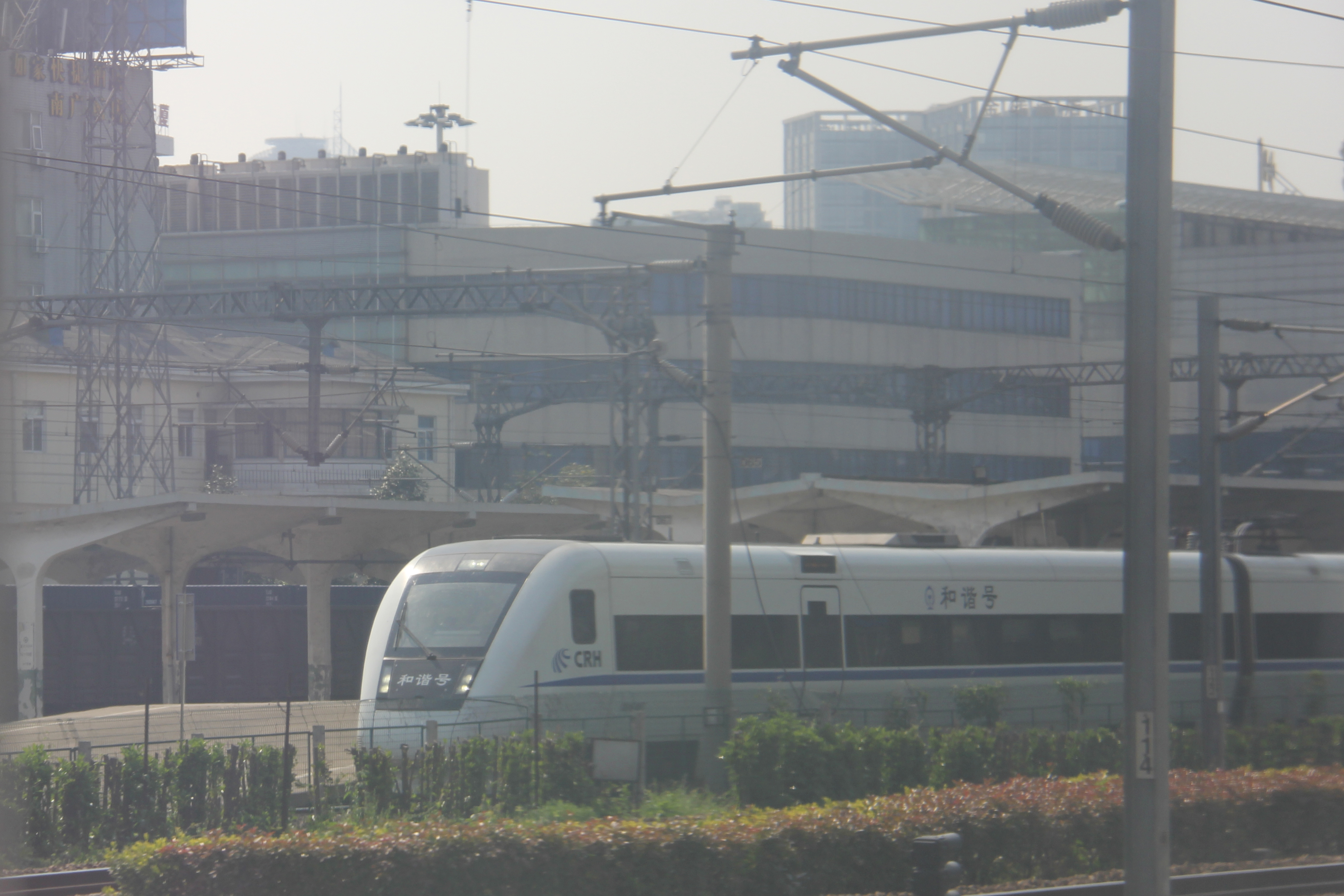
2016年五一劳动节期间加开的D9555次列车停靠在常州站普速场

根据铁路上慢车让快车的常规，动车组开行使得普通列车晚点状况更频繁地出现。此外，提速同时使得停靠中小车站的列车减少甚至完全消失。由于沪宁线是中国最繁忙的铁路线之一，动车组的开行导致许多普速列车被迫停运，苏州站、无锡站、常州站等沿途的大型客运站的运力反而有所减少，旅客出行不便。
沪宁动车组列车的开行，促进了“长三角通勤族”（又称“钟摆族”）的形成和扩大，这类人群每天或每周通过动车组列车往返于工作地和居住地。